# ウプサラ銀河カタログ
ウプサラ銀河カタログ（Uppsala General Catalogue of Galaxies 、略称UGC）は、北半球から見える12,921個の銀河カタログである。
このカタログには赤緯-2度30分より北にある視直径1分以上、もしくは視等級14.5等以上の全ての銀河が含まれる。データはパロマー天文台掃天観測（Palomar Observatory Sky Survey 、略称POSS）の青色写真乾板から得られた。また、銀河銀河団カタログ（CGCG）の中から、視直径が1分より小さいが14.5等より明るい銀河を採用している。
カタログには銀河とその隣接領域の記述に加え、従来のハッブル分類と表面測光での位置角（長径の方向）も含まれる。銀河の視直径もデータに含まれ、撮影された銀河の外観からできるだけ正確な説明ができるような分類と記述も含まれる。位置の精度は銀河の識別に最低限必要な程度である。

## 補遺
カタログの補遺としてUppsala General Catalogue Addendum（略称UGCA）がある。